# أنطونيو شاكون
أنطونيو شاكون (بالإسبانية: Antonio Chacón)‏ هو مغني إسباني، ولد في 16 مايو 1869 في شريش في إسبانيا، وتوفي في 21 يناير 1929 في مدريد في إسبانيا.

## وصلات خارجية
- أنطونيو شاكون على موقع ميوزك برينز (الإنجليزية)
- أنطونيو شاكون على موقع ديسكوغز (الإنجليزية)